# Фінікова пальма Теофраста
{{#ifeq:0|0|{{#if:|{{#if:Phoenixtheophrasti|[[]}}|}}}}
Фінікова пальма Теофраста (лат. Phoenix theophrastii) — один з видів фінікових пальм.
Ботанічна назва  theophrasti  був обраний швейцарським ботаніком Вернером Родольфо Гройтером в 1967 році за те, що Теофраст, давньогрецький батько ботаніки, описав кілька типів пальм, включаючи один з Криту.
Геномне дослідження з Нью-Йоркського університету в Центрі геноміки та системної біології в Абу-Дабі показало, що одомашнені сорти пальмового дерева з Північної Африки, включаючи відомі сорти, такі як Medjool і Deglet Noor, є гібридом між пальмами з Близького Сходу та P. theophrasti.

## Ареал
Росте на півдні Греції, Криті та кількох островах, а також в Туреччині. У районі пляжу Ваї росте найбільший пальмовий ліс Європи, посаджений, імовірно, фінікійцями, другий за розміром знаходиться в районі пляжу Превелі. Пальма Теофраста — одна з двох пальм — ендеміків Європи (другий — Chamaerops humilis).

## Опис виду
Фінік Теофраста — невисока (до 15 метрів), зазвичай з декількома стрункими стеблами. Листя перисті до 2-3 м. Плід — фінік до 1,5 см довжиною і до 1 см в діаметрі жовтувато — коричневого кольору, м'якоть фруктів занадто тонка і волокниста, що має сільськогосподарське значення і має їдкий смак, хоча плоди іноді вживають місцеві жителі. Утворює прикореневу поросль, здатну розвинутися в стовбури. За деякими даними, дерева можуть витримувати нетривале зниження температури до -11°С.
Вид занесений в Червоної книги Міжнародного союзу охорони природи.